# Koszary w Szczecinie
Koszary w Szczecinie – kompleksy koszarowe, obiekty wojskowe, place ćwiczeń itp. znajdujące się na terenie garnizonu Szczecin. Spis stacjonujących w nich jednostek wojskowych w różnym przedziale czasowym.

## Koszary przy ul. Ku Słońcu
Przed II wojną światową:
Koszary wybudowane w 1930 jako Kaserne Kolberg 1807
- 1 batalion 2 pułku artylerii
- 2 batalion 2 pułku artylerii

Po II wojnie światowej:
Kompleks koszarowy K-1876 Szczecin
- 17 Batalion Saperów
- 56 kompania specjalna - rozformowana w 1994
- 12 batalion dowodzenia
- 16 kompania zwiadu
- 16 batalion rozpoznawczy
- 12 batalion rozpoznawczy
- 16 samodzielny pułk czołgów średnich
- 16 pułk czołgów i artylerii pancernej (przemianowany z 16 spczś i włączony w skład 12 DP)
- 25 Drezdeński Pułk Czołgów (przemianowany w 1972 z 16 pcz) - rozformowany 31 grudnia 1990
- 99 dywizjon artylerii przeciwpancernej - od 1972
- 21 dywizjon artylerii rakietowej
- 19 samodzielna kompania chemiczna
- Orkiestra Wojskowa w Szczecinie

## Koszary przy ul. Mickiewicza
Kompleks koszarowy K-1875 Szczecin. Przekazane AMW w 2005.
- 5 pułk saperów - (przybył jesienią 1946) ; później przeniesiony na ul. Metalową
- 2 pułk artylerii lekkiej
- 2 pułk artylerii
- 2 pułk artylerii mieszanej
- 22 dywizjon artylerii (faktycznie 22 dywizjon rakiet taktycznych) - sformowany na bazie 2dappanc
- 12 batalion remontowy - przeformowany w 1995 w RWT
- 7 Rejonowe Warsztaty Techniczne

## Koszary przy ul. Łukasińskiego
Przed II wojną światową:
Fusilier-Kaserne
- 3 batalion 5 pułku piechoty

Po II wojnie światowej:
- 41 pułk piechoty
- 2 dywizjon artylerii przeciwpancernej
- 41 pułk zmechanizowany
- 29 Brygada Zmechanizowana
- Wojskowa Administracja Koszar
- Internat garnizonowy
- Kasyno wojskowe
- dowództwo Korpusu Północ-Wschód

## Koszary przy ul. Wojska Polskiego

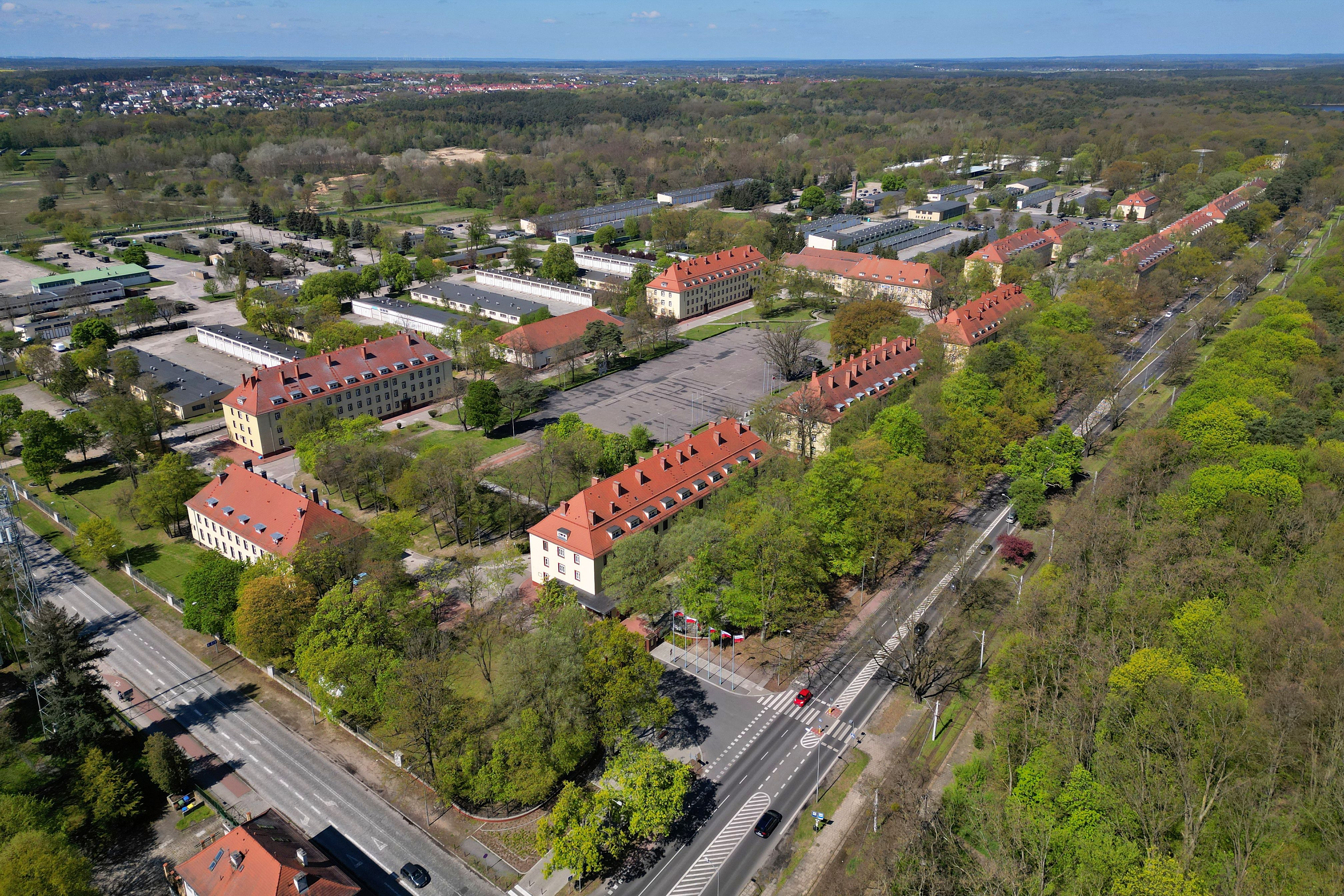
Koszary przy al. Wojska Polskiego

- 16 Dnowsko-Łużycka Brygada Pancerna
- 5 Kołobrzeski pułk piechoty - 1 brama
- 5 pułk zmechanizowany
- 12 Brygada Zmechanizowana
- 46 batalion transportowy (utworzony na bazie 70 kompanii samochodowej)
- 124 pułk artylerii przeciwlotniczej (powstały na bazie 22 dywizjonu artylerii przeciwlotniczej)
- 3 pułk przeciwlotniczy
- 33 batalion łączności - przeformowany w 1995 na 12 bdow i przeniesiony na al. Ku Słońcu

## Koszary przy ul. Potulickiej/ Narutowicza

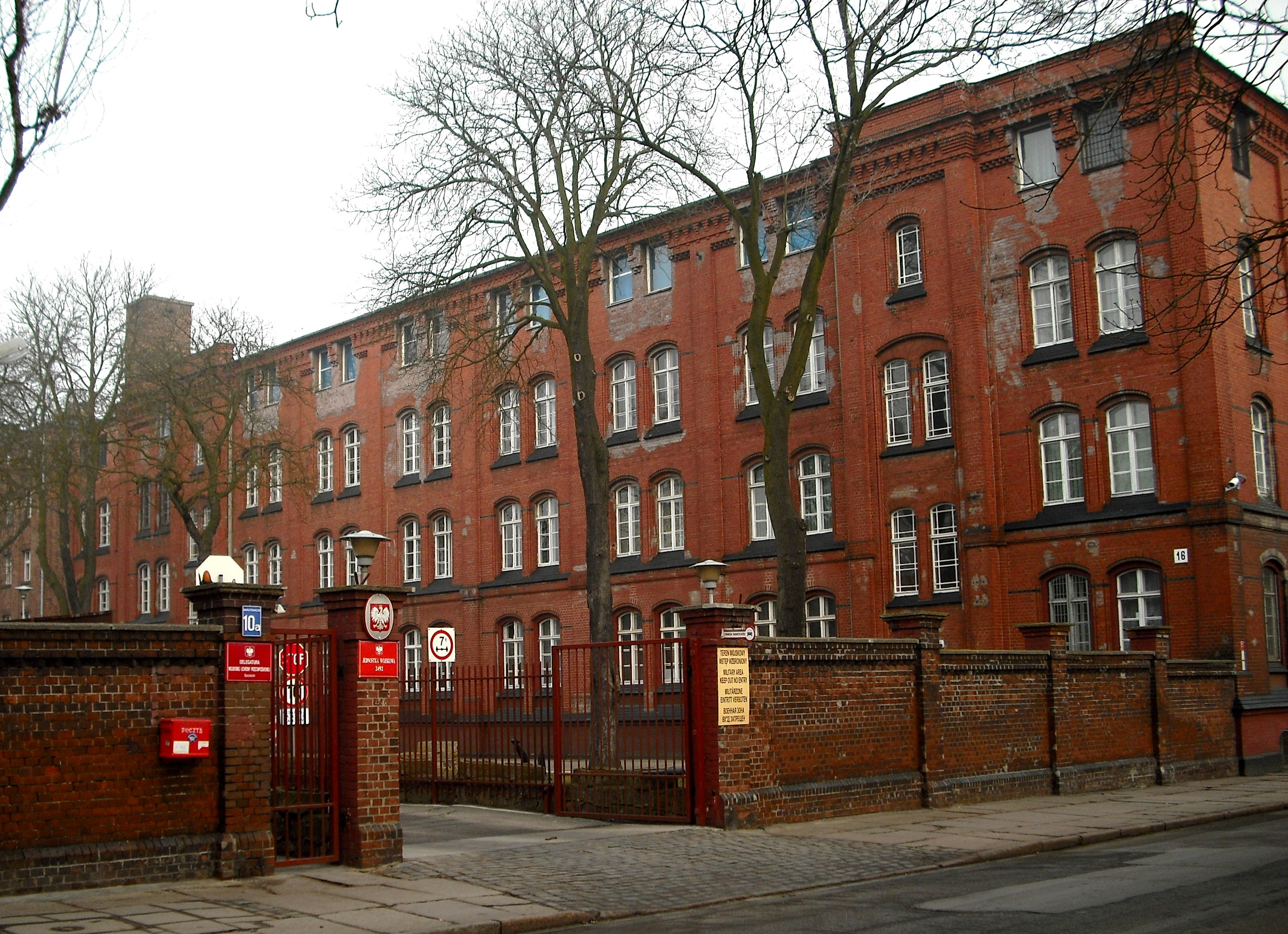
W tych koszarach stacjonuje 15 WOG

- 124 pułk artylerii przeciwlotniczej - przeniesiony na ul. Wojska Polskiego
- 56 kompania specjalna - przeniesiona w 1991 na al. Ku Słońcu
- 14 batalion zaopatrzenia - przeformowany w 1995 na 12 bzaop i przeniesiony nad Miedwie
- Garnizonowy Ośrodek Mobilizacyjny w Szczecinie
- 15 Wojskowy Oddział Gospodarczy
- Komenda Garnizonu
- Areszt garnizonowy
- JW 4177 36 pułk inżynieryjno-budowlany

## Koszary przy ul Metalowej (Podjuchy)

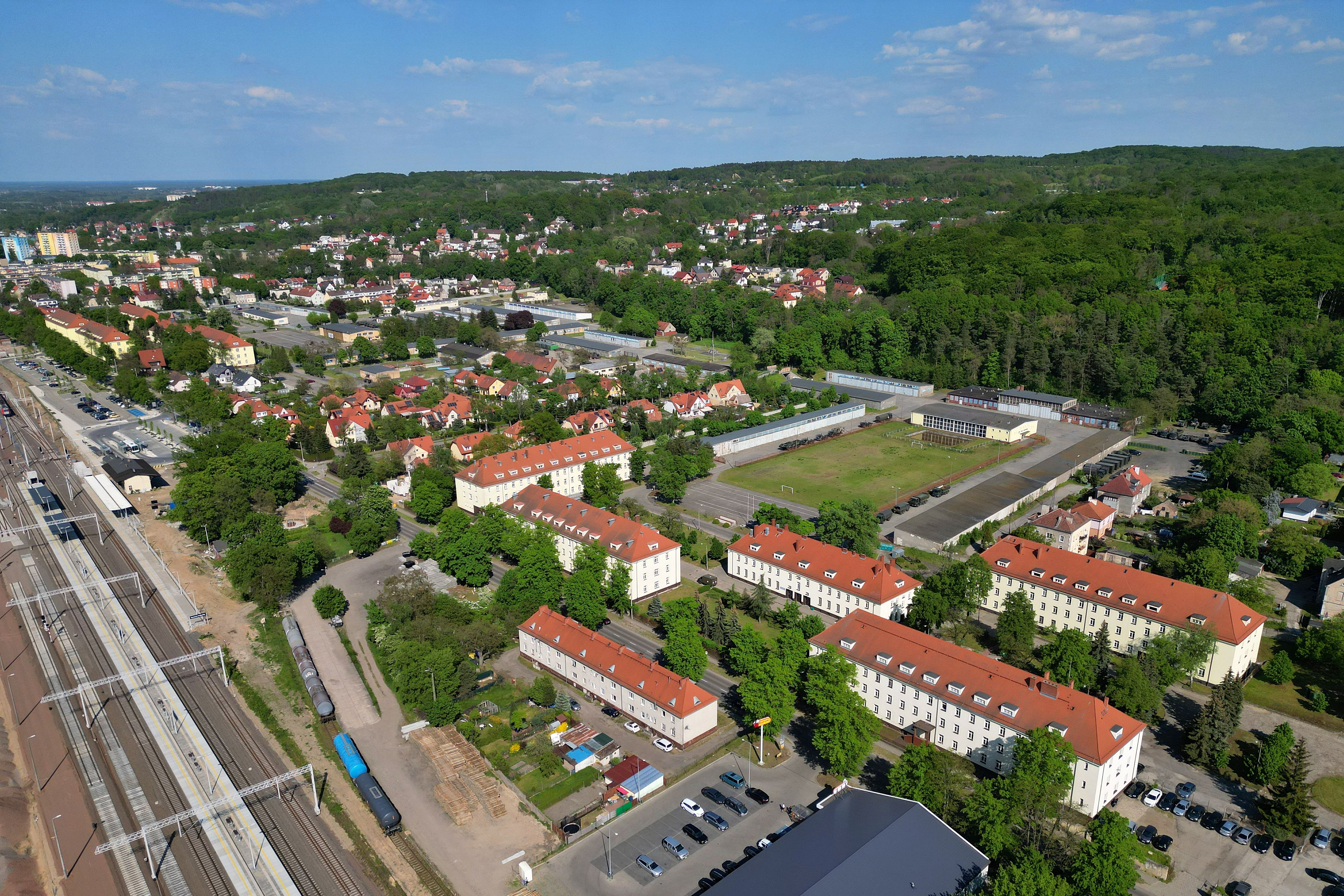
Koszary w Podjuchach

- 2 szkolny batalion pionierów (Pionier Batalion 2)[1]
- 42 zmotoryzowany batalion pionierów (Pionier Batalion 42)[2][3]
- 5 Brygada Saperów - utworzona na bazie 5 pułku saperów
- 55 pułk przeciwlotniczy - (przybył jesienią 1974 z Rogowa)
- 5 pułk inżynieryjny

Wojskowa Komenda Uzupełnień w Szczecinie-Podjuchach (od 2005) - ul.Metalowa 42

## Koszary przy ul. Piastów
- 13 specjalny pułk bezpieczeństwa
- 12 pułk KBW Ziemi Szczecińskiej (1948-1961)
- 12 pułk WOW (1961-1968)
- 12 batalion pontonowo-mostowy KBW (1961 -1968)

## Koszary przy ul. Piotra Skargi
- 3 Oddział WOP
- WKU
- Wojskowy Rejonowy Zarząd Kwaterunkowo-Budowlany - początkowo przy ulicy Piotra Skargi, potem Narutowicza
- 109 Szpital Wojskowy z Przychodnią

## Koszary przy ul Żołnierskiej
- 3 Oddział WOP
- 8 Brygada Ochrony Pogranicza - od 1948
- 12 Brygada Wojsk Ochrony Pogranicza - od 1950
- Pomorska Brygada Wojsk Ochrony Pogranicza - od 1956
- Pomorski Oddział Straży Granicznej - od 1991
- JW 1575 - samodzielny batalion ochrony pogranicza nr 42 (1948-1950)
- JW 1655 - 123 batalion WOP (1950-1957)

## Inne obiekty koszarowe
Strażnice WOP: